# Bukowo (obwód Błagojewgrad)
Bukowo (bułg. Буково) – wieś w Bułgarii, w obwodzie Błagojewgrad, w gminie Goce Dełczew. Według danych szacunkowych Ujednoliconego Systemu Ewidencji Ludności oraz Usług Administracyjnych dla Ludności, 15 czerwca 2020 roku miejscowość liczyła 966 mieszkańców.

## Historia
Niedaleko wsi znajduje się późnoantyczna i średniowieczna twierdza Momina kuła. W XIX wieku Bukowo było muzułmańską wioską w kaazie Newrokop Imperium Osmańskiego, mającą 50 gospodarstw domowych oraz 85 mieszkańców Pomaków. Według statystyk Wasiła Kynczowa w końcowych latach XIX wieku we wsi żyło 255 Bułgarów muzułmanów, natomiast domów było 60.

## Osoby związane z miejscowością

### Urodzeni
- Georgi Ansżiew – bułgarski wolontariusz macedońsko-ordiński, 15 drużyny Szczip, dostał order za odwagę IV stopnia[5]